# Équipe de Belgique de football en 1966
Maillots
Chronologie
Saison précédente Saison suivante
L'équipe de Belgique de football dispute cinq rencontres amicales de préparation en 1966 en vue des éliminatoires du Championnat d'Europe qu'elle entame à domicile par une victoire face à la France.

## Objectifs
Ayant manqué la qualification pour la Coupe du monde en Angleterre, les Diables Rouges peuvent se focaliser sur les éliminatoires du Championnat d'Europe et l'objectif de l'année est de bien entamer ceux-ci afin de viser les quarts de finales, cinq rencontres amicales sont au programme afin de leur permettre de préparer ceux-ci au mieux.

## Résumé de la saison
Durant la décennie qui suit, une génération de joueurs offensifs d'envergure émerge parmi les Diables Rouges, avec des joueurs comme Jacques Stockman, Paul Van Himst et Roger Claessen notamment. Mais ces joueurs ne parviennent pas à qualifier le pays pour une grande compétition internationale. La Belgique est éliminée lors des qualifications pour la Coupe du monde 1962 avec quatre défaites en autant de matchs. Deux ans plus tard, elle est battue dès les huitièmes de finale de la Coupe d'Europe des nations par la Yougoslavie. Lors des éliminatoires de la Coupe du monde 1966, la Belgique termine ex æquo avec la Bulgarie. Les deux équipes doivent disputer un match de barrage à Florence pour les départager, que les Bulgares remportent (2-1). Les Diables Rouges échouent également de peu durant les éliminatoires de l'Euro 1968, terminant un point derrière la France,.

## Bilan de l'année
Le bilan des Belges est mitigé avec trois victoires pour autant de défaites, toutefois les éliminatoires du Championnat d'Europe débutent bien avec une victoire à domicile sur la France, un concurrent direct dans la course à la qualification.

### Championnat d'Europe 1968

#### Éliminatoires (Groupe 7)
| Rang | Équipe     | Pts | J | G | N | P | Bp | Bc | Diff |  | Résultats (▼ dom., ► ext.) |     |   |     |     |
| ---- | ---------- | --- | - | - | - | - | -- | -- | ---- |  | -------------------------- | --- | - | --- | --- |
| 1    | France     | 4   | 3 | 2 | 0 | 1 | 6  | 3  | +3   |  | France                     |     | - | 2-1 | -   |
| 2    | Belgique   | 2   | 1 | 1 | 0 | 0 | 2  | 1  | +1   |  | Belgique                   | 2-1 |   | -   | -   |
| 3    | Pologne    | 2   | 2 | 1 | 0 | 1 | 5  | 2  | +3   |  | Pologne                    | -   | - |     | 4-0 |
| 4    | Luxembourg | 0   | 2 | 0 | 0 | 2 | 0  | 7  | -7   |  | Luxembourg                 | 0-3 | - | -   |     |

- Sélection qualifiée pour les quarts de finale de l'Euro 1968

## Les matchs
| Match amical                                                   | Pays-Bas                                     | 3 - 1   | Belgique    | Stade Feijenoord Rotterdam, Pays-Bas        |                                             |
| 17 avril 1966 · 14:30 heure locale · Historique des rencontres | van der Kuijlen 9e · Keizer 30e · Muller 61e | (2 – 0) | Spronck 77e | Spectateurs : 65 000 Arbitrage : Jim Finney | Spectateurs : 65 000 Arbitrage : Jim Finney |
| 17 avril 1966 · 14:30 heure locale · Historique des rencontres | Rapport (RBFA) Rapport                       |         |             | Spectateurs : 65 000 Arbitrage : Jim Finney | Spectateurs : 65 000 Arbitrage : Jim Finney |

| Match amical                                                   | France                 | 0 - 3   | Belgique                              | Parc des Princes Paris, France                                |                                                               |
| 20 avril 1966 · 20:30 heure locale · Historique des rencontres |                        | (0 – 1) | Lambert 20e · Stockman 71e · Thio 90e | Spectateurs : 16 664 Arbitrage : Daniel Zariquiegui Izco (es) | Spectateurs : 16 664 Arbitrage : Daniel Zariquiegui Izco (es) |
| 20 avril 1966 · 20:30 heure locale · Historique des rencontres | Rapport (RBFA) Rapport |         |                                       | Spectateurs : 16 664 Arbitrage : Daniel Zariquiegui Izco (es) | Spectateurs : 16 664 Arbitrage : Daniel Zariquiegui Izco (es) |

| Match amical                                                 | Belgique               | 0 - 1   | Union soviétique | Stade du Heysel Laeken, Belgique               |                                                |
| 22 mai 1966 · 16:00 heure locale · Historique des rencontres |                        | (0 – 1) | Malofeev 11e     | Spectateurs : 27 394 Arbitrage : Bill Clements | Spectateurs : 27 394 Arbitrage : Bill Clements |
| 22 mai 1966 · 16:00 heure locale · Historique des rencontres | Rapport (RBFA) Rapport |         |                  | Spectateurs : 27 394 Arbitrage : Bill Clements | Spectateurs : 27 394 Arbitrage : Bill Clements |

Note : Première rencontre officielle entre les deux nations.
| Match amical                                                 | Belgique                        | 2 - 3   | République d'Irlande          | Stade Maurice Dufrasne Liège, Belgique          |                                                 |
| 25 mai 1966 · 20:00 heure locale · Historique des rencontres | Van Himst 5e · Van Den Boer 25e | (2 – 1) | Cantwell 20e 46e · Fullam 69e | Spectateurs : 2 445 Arbitrage : Pierre Schwinte | Spectateurs : 2 445 Arbitrage : Pierre Schwinte |
| 25 mai 1966 · 20:00 heure locale · Historique des rencontres | Rapport (RBFA) Rapport          |         |                               | Spectateurs : 2 445 Arbitrage : Pierre Schwinte | Spectateurs : 2 445 Arbitrage : Pierre Schwinte |

| Match amical                                                     | Belgique               | 1 - 0   | Suisse | Stade Albert Dyserynck Bruges, Belgique          |                                                  |
| 22 octobre 1966 · 15:30 heure locale · Historique des rencontres | Claessen 4e            | (1 – 0) |        | Spectateurs : 12 902 Arbitrage : Pierre Schwinte | Spectateurs : 12 902 Arbitrage : Pierre Schwinte |
| 22 octobre 1966 · 15:30 heure locale · Historique des rencontres | Rapport (RBFA) Rapport |         |        | Spectateurs : 12 902 Arbitrage : Pierre Schwinte | Spectateurs : 12 902 Arbitrage : Pierre Schwinte |

| Championnat d'Europe 1968 Éliminatoires - Groupe 7                | Belgique               | 2 - 1   | France   | Stade du Heysel Laeken, Belgique             |                                              |
| 11 novembre 1966 · 15:00 heure locale · Historique des rencontres | Van Himst 51e 54e      | (0 – 0) | Lech 67e | Spectateurs : 43 404 Arbitrage : Jack Taylor | Spectateurs : 43 404 Arbitrage : Jack Taylor |
| 11 novembre 1966 · 15:00 heure locale · Historique des rencontres | Rapport (RBFA) Rapport |         |          | Spectateurs : 43 404 Arbitrage : Jack Taylor | Spectateurs : 43 404 Arbitrage : Jack Taylor |

## Les joueurs
| Joueurs                | Joueurs           | Amical | Amical | Amical | Amical | Amical | QCE 1968 |
| ---------------------- | ----------------- | ------ | ------ | ------ | ------ | ------ | -------- |
| Gardiens de but        |                   |        |        |        |        |        |          |
| Jean-Marie Trappeniers | RSC Anderlechtois | 90     | r      | 90     | 90     |        |          |
| Jean Nicolay           | Standard de Liège | r      | 90     |        |        | 90     | 90       |
| Jos Smolders           | R Beerschot AC    |        |        | r      | r      |        |          |
| Fernand Boone          | RFC Brugeois      |        |        |        |        | r      | r        |
| Défenseurs             |                   |        |        |        |        |        |          |
| Georges Heylens        | RSC Anderlechtois | 90     | 90     | 90     | 90     | 90     | 90       |
| Jean Plaskie           | RSC Anderlechtois | 90     | 90     | 90     | 90     | 90     | 90       |
| Lucien Spronck         | Standard de Liège | 90 ,   |        |        |        |        |          |
| Robert Weyn            | R Beerschot AC    | r      | r      |        |        |        |          |
| Marcel Lemoine         | K Saint-Trond VV  |        | 90     | 90     | 90     |        |          |
| Jean Cornelis          | RSC Anderlechtois |        | 90     | 90     | 90     | r      | r        |
| Pierre Hanon           | RSC Anderlechtois |        | 90     | 90     | r      | 90     | 90       |
| Milieux                |                   |        |        |        |        |        |          |
| Yves Baré              | RFC Liégeois      | 90     |        |        |        | 90     | 90       |
| Albert Michiels        | R Beerschot AC    | 90     |        |        |        |        |          |
| Jef Jurion             | RSC Anderlechtois | 90     | r      | r      | 90     | 90     | 90       |
| Johny Thio             | RFC Brugeois      | 90     | 90     | 46e    | r      | 90     | 90       |
| Jan Verheyen           | R Beerschot AC    | 90     |        | 46e    |        |        |          |
| Robert Willems         | K Lierse SK       |        |        | r      | r      |        | r        |
| Léon Semmeling         | Standard de Liège |        |        |        | 90     | 90     |          |
| Wilfried Van Moer      | Royal Antwerp FC  |        |        |        |        | 90     | 90       |
| Gérard Sulon           | RFC Liégeois      |        |        |        |        | r      |          |
| Attaquants             |                   |        |        |        |        |        |          |
| Paul Van Himst         | RSC Anderlechtois | 90     | 90     | 90     | 90     |        | 90       |
| Wilfried Puis          | RSC Anderlechtois | 90     | 90     | 90     | 90     |        | 90       |
| Godfried Van Den Boer  | K Saint-Trond VV  | r      | 90     | 90     | 90     | r      | r        |
| Raoul Lambert          | RFC Brugeois      | r      | 46e ,  |        |        |        | 90       |
| Jacques Stockman       | RSC Anderlechtois |        | 46e    | 90     | 90     | 90     |          |
| Roger Claessen         | Standard de Liège |        |        |        |        | 90     | r        |

Un « r » indique un joueur qui était parmi les remplaçants mais qui n'est pas monté au jeu.
1. 1 2 3 4  Dernière sélection officielle pour le joueur.
2. 1 2  Premier but officiel pour le joueur.
3. 1 2 3  Première sélection officielle pour le joueur.

## Aspects socio-économiques

### Couverture médiatique
| Jour de diffusion | Match                           | Compétition          | Diffuseur francophone | Diffuseur néerlandophone |
| ----------------- | ------------------------------- | -------------------- | --------------------- | ------------------------ |
| 17 avril 1966     | Pays-Bas - Belgique             | Amical               | non diffusé           | non diffusé              |
| 20 avril 1966     | France - Belgique               | Amical               | RTB                   | BRT                      |
| 22 mai 1966       | Belgique - Union soviétique     | Amical               | non diffusé           | non diffusé              |
| 25 mai 1966       | Belgique - République d'Irlande | Amical               | RTB                   | BRT                      |
| 22 octobre 1966   | Belgique - Suisse               | Amical               | non diffusé           | non diffusé              |
| 11 novembre 1966  | Belgique - France               | Championnat d'Europe | non diffusé           | non diffusé              |

Source : Programme TV dans Gazet van Antwerpen.

## Sources

### Archives
1. ↑  (nl) « Concentra online archief », sur krantenarchief.concentra.be, Mediahuis.